# Euploea nivira
Euploea nivira är en fjärilsart som beskrevs av Hans Fruhstorfer 1910. Euploea nivira ingår i släktet Euploea och familjen praktfjärilar. Inga underarter finns listade i Catalogue of Life.